# 陪京杂述
《陪京杂述》，由缪润绂所撰写，是一部记载清末沈阳的地方古迹、盛典、胜境、旧闻名胜古迹、风俗民情、历史变革等方面的地方见闻杂录，记载了等几类。其很多内容都与《沈阳百咏》相互印证，是清代关于沈阳地区民俗、胜景、旧闻的著作。